# Collioure
Collioure (auf Katalanisch Cotlliure) ist eine französische Gemeinde mit 2637 Einwohnern (Stand 1. Januar 2022) im Département Pyrénées-Orientales der Region Okzitanien. Die Einwohner werden Colliourencs (katalan. Cotlliurencs) genannt.

## Geographie
Collioure ist neben Argelès-sur-Mer und dem angrenzenden Banyuls-sur-Mer und Port-Vendres ein touristischer Anziehungspunkt an der Côte Vermeille nördlich der Pyrenäen. Es gehört zum Anbaugebiet des Süßweins Banyuls (VDN). Collioure ist ein altes Fischerdorf mit zwei durch eine alte Königsburg getrennte Hafenbuchten, begrenzt durch seine weit ins Meer vorgeschobene malerische Wehrkirche, deren Turm früher ein Leuchtturm war.

## Namensherkunft
Es werden zwei Erklärungen vorgeschlagen:
- Der Name ist iberischer Herkunft (ibero-baskisch für die einen, ibero-ligurisch für die anderen). Er ist zusammengesetzt aus dem Stamm kauk (tief, Bucht) und der Endung illiberi (Neustadt); diese Endung wurde ebenfalls bis zum 4. Jahrhundert für den Ort Elne verwendet.
- Der Name entstammt dem lateinischen cautio liberi. Damit würde sich das -t- im katalanischen Ortsnamen Cotlliure erklären, mit der Endung lliure aus lat. liber (dt. frei).

## Geschichte
Die Gegend war bereits in vorgeschichtlicher Zeit besiedelt, wie man an zahllosen Dolmen erkennen kann, so u. a. nahe dem gut erhaltenen Weiler Rimbau am Molló-Pass und in l’Arqueta.
Ausgrabungen vor der Burg haben nachgewiesen, dass der Ort schon im 6. Jahrhundert v. Chr. existierte. Er spielte eine bedeutende Rolle in der Antike, wo er als Hafen für die nahe gelegene Stadt Elne diente.
Collioure wird erstmals 673 als Castrum Caucoliberi erwähnt. Ein späterer Text aus dem 9. Jahrhundert, der auf einen älteren aus dem 5. Jahrhundert zurückgreift, benutzt ebenfalls den Namen Caucholiberi. In der Folgezeit entwickelten sich daraus die Schreibweisen Cochliure, Cocliure, zeitweise in Cobliure oder Copliure, gleichzeitig in Coblliure oder Coplliure transformiert. Die katalanische Schreibweise Cotlliure wurde nicht sehr häufig benutzt. Die französische Schreibweise entwickelte sich im 19. Jahrhundert.
Die Burg wurde bereits 673 erwähnt, Beweis für seine strategische und kommerzielle Bedeutung während der merowingischen Epoche. In diesem Jahr wurde der Ort von den Westgoten erobert. Spätere Besetzungen durch Sarazenen und Normannen folgten.
Die ursprüngliche Burg wurde 981 von den Grafen des Roussillon errichtet, danach stand der Ort unter der Herrschaft von Aragon. Aus dieser Zeit stammt auch die heutige Burg (1173). Unter der folgenden Herrschaft der Könige von Mallorca wurde der quadratische Donjon auf dem Felssporn zwischen 1242 und 1280 komplett erneuert und zur königlichen Residenz umgewandelt. Der Ort blieb im mallorquinischen Reich der wichtigste Handelshafen des Roussillon. Namentlich das berühmte Tuch von Perpignan, Bettwäsche, Öl und Wein wurden exportiert, wohingegen Gewürze, orientalische Stoffe und andere exotische Produkte importiert wurden.
Die spanischen Könige Karl I. und Philipp II. ließen die Burg in eine Zitadelle umbauen, verstärkt durch das Fort St.-Elme im Süden und das Fort Miradou im Norden. Erwähnt sei, dass es in Collioure eine weitere Burg gab, die die Templer bei ihrer fast 100-jährigen Anwesenheit errichtet hatten und die nach der gewaltsamen Auflösung (ca. 1312) des Ordens zur Malteserburg wurde.

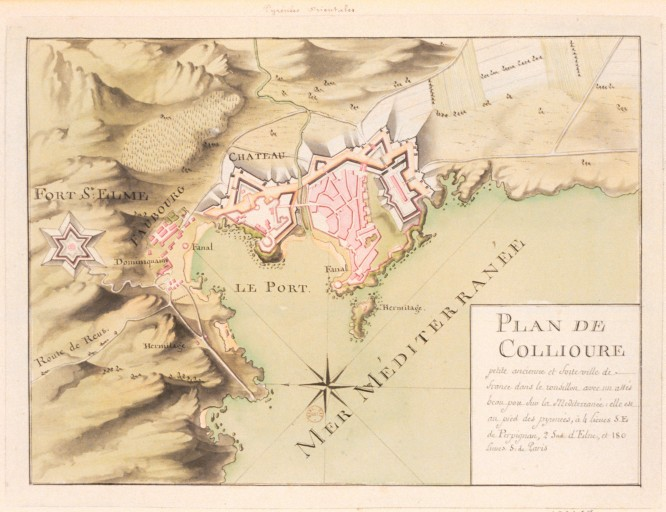
Plan der Festung Vaubans

Folgenreich war die französische Besatzung am Ende des 15. Jahrhunderts, bei der der Ort auf Befehl König Ludwigs XI. in Saint-Michel (1475–1481) umbenannt wurde. Nach der Einnahme 1643 infolge des Pyrenäenfriedens wurde seine strategische Bedeutung durch Festungsbaumeister Vauban neu definiert, der einen Garnisonsort daraus machen wollte. Er schleifte die Altstadt, um die Burg zu erweitern und neue Forts und ausgedehnte Schanzen zu errichten.

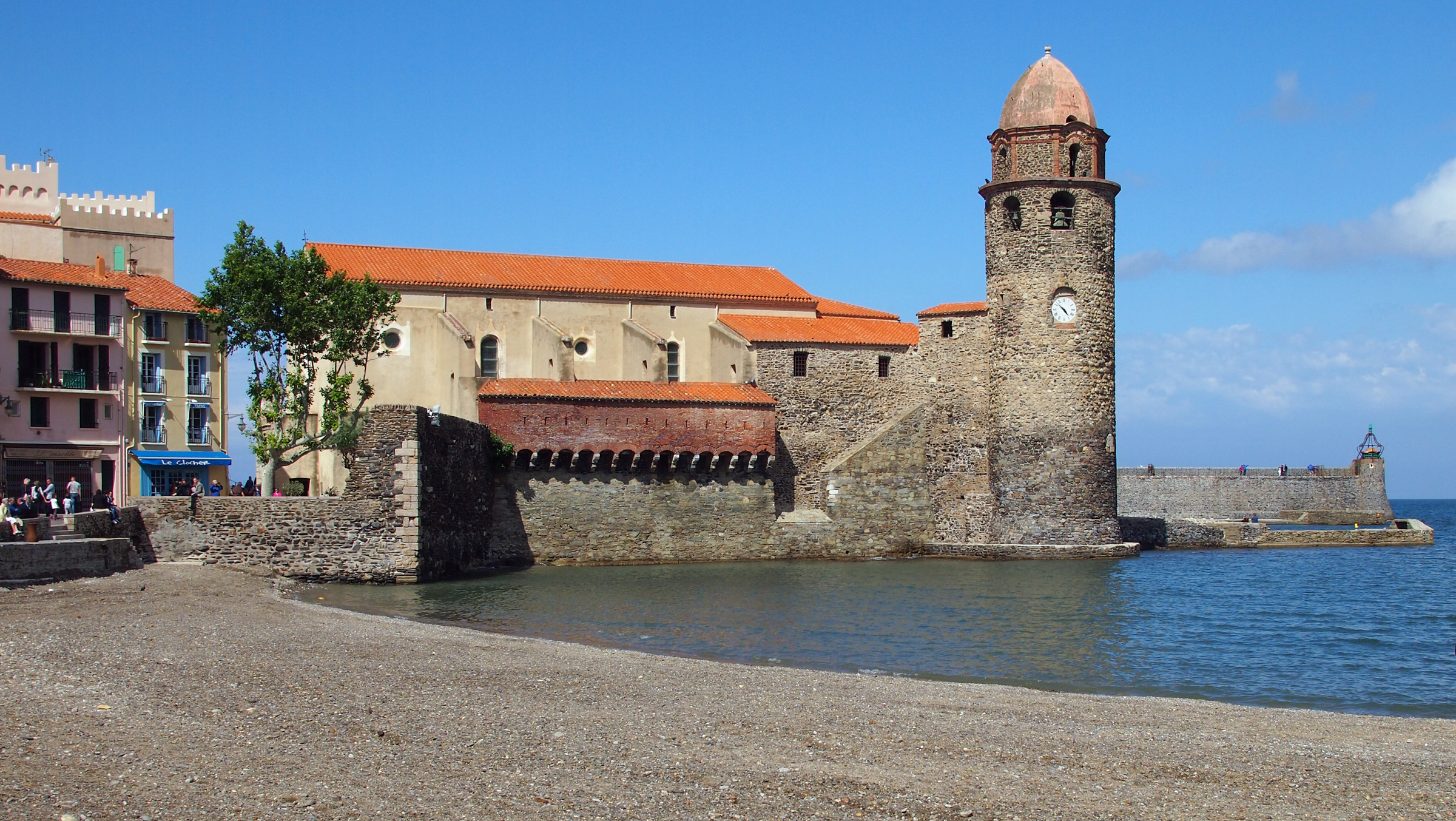
Die Wehrkirche in Collioure

Die Bevölkerung, der die Umsiedlung nach Port-Vendres drohte, entschied sich für den Wiederaufbau der Stadt an ihrem gegenwärtigen Ort, dem Vieux Quartier du Mouré. 1793 wurde der Ort durch spanische Truppen besetzt und durch General Dugommier im Mai 1794 befreit. Collioure blieb königliches Eigentum bis zur Revolution.
Im 19. Jahrhundert erfuhr Collioure einen bedeutenden wirtschaftlichen Aufschwung aufgrund der Expansion des Fischfangs, insbesondere des Erfolgs der Anchovis aus Collioure, und des Weinbaus. Der Aufschwung setzte sich bis zum Anfang des 20. Jahrhunderts fort: Nach einem Höhepunkt 1857 mit 3846 Einwohnern fiel man 1901 auf 2830 Einwohner zurück, was einem Verlust von 1000 Einwohnern in fünf Jahrzehnten entsprach. Die Entwicklung von Port-Vendres glich dies zweifellos aus.

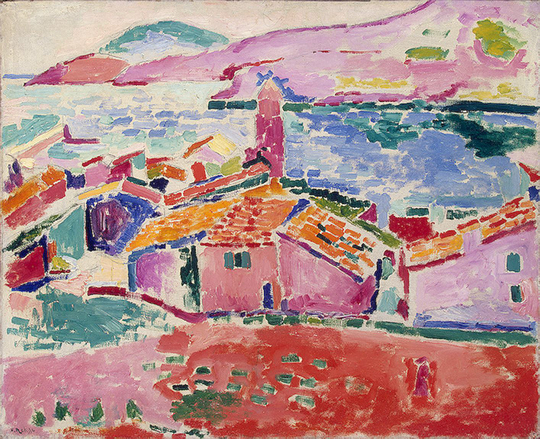
Henri Matisse: Die Dächer von Collioure. 1905

In dieser Epoche erfuhr Collioure eine tiefgreifende Änderung, die zu seiner touristischen Entwicklung beitrug: 1905 kam Henri Matisse in Begleitung von André Derain, die den Fauvismus entwickelten, hierher, um in Collioure zu malen. Andere Maler folgten, unter ihnen Georges Braque, Raoul Dufy, Foujita, Othon Friesz, Juan Gris, Albert Marquet und Pablo Picasso.
Das Château Royal diente von März bis Dezember 1939 als Internierungslager für die Flüchtlinge des Spanischen Bürgerkriegs, die als besonders gefährlich galten (im Wesentlichen Anarchisten und Kommunisten). Die ersten Insassen wurden aus dem Internierungslager Argelès-sur-Mer nach hier verlegt. Das Lager fungierte als Speziallager, in dem ohne richterliche Kontrolle zivile und militärische Gefangene inhaftiert wurden. „Im Frühjahr 1939 glich das königliche Schloss von Collioure eher einer Strafkolonie als einem Lager“, und es kam zu zahlreichen Misshandlungen von Insassen. Das Lager, das etwa 1000 Menschen durchlaufen mussten, wurde nach öffentlichen Protesten gegen die Behandlung der Insassen im Dezember 1939 geschlossen. Die letzten von ihnen wurden ins Internierungslager Camp de Vernet überführt.
Im 20. Jahrhundert stabilisierte sich die Einwohnerzahl zwischen 2500 und 2900 Einwohnern. Heute wird der Ort jedes Jahr in der Urlaubssaison von Zehntausenden von Touristen besucht, die das Bild der kleinen Stadt bestimmen. Einerseits stellen sie eine Belastung für die Infrastruktur und das Leben der Einheimischen dar, auf der anderen Seite schaffen und sichern sie viele Arbeitsplätze und verleihen dem Ort ein internationales Flair.

## Sehenswürdigkeiten

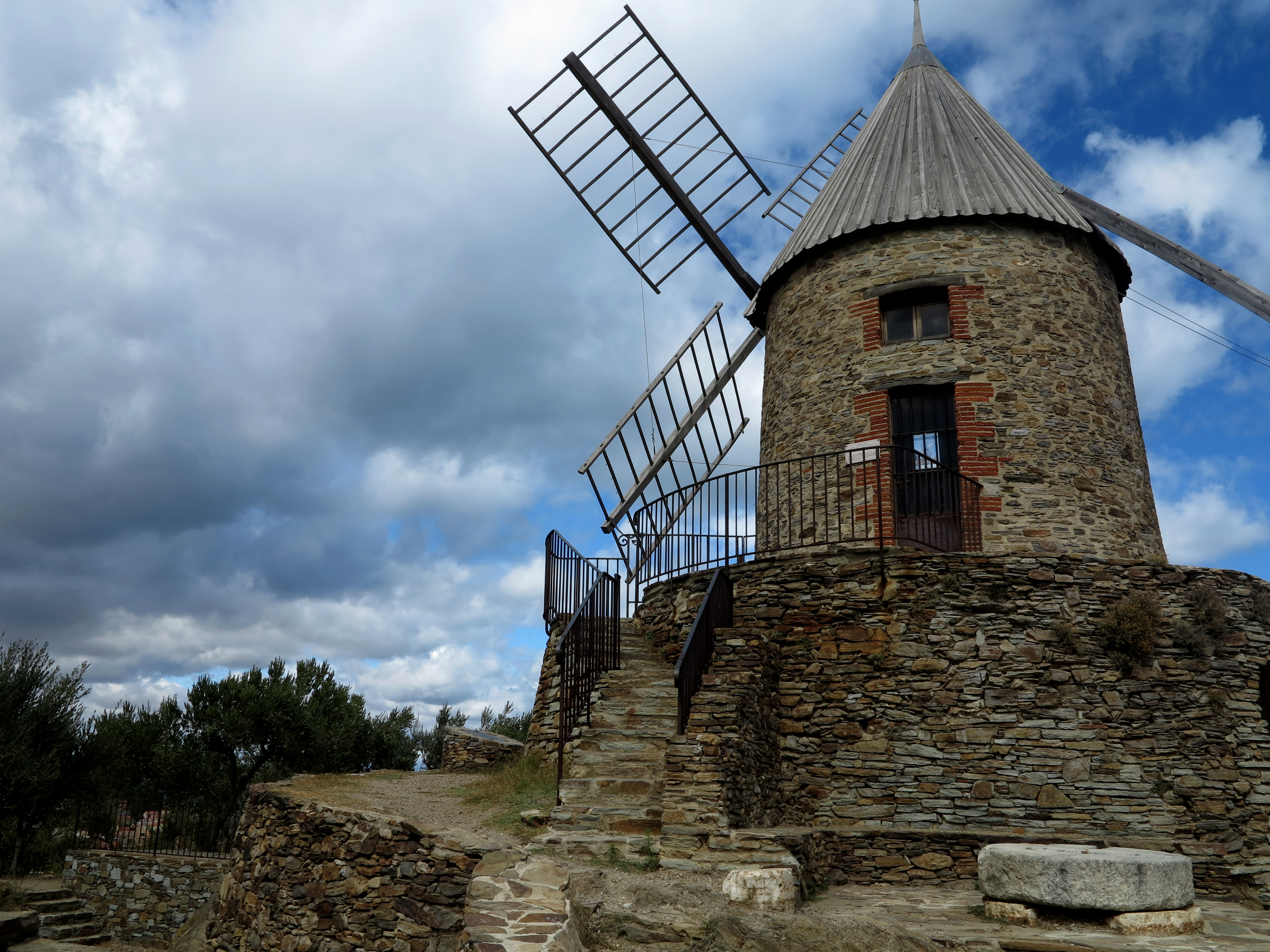
Die Mühle

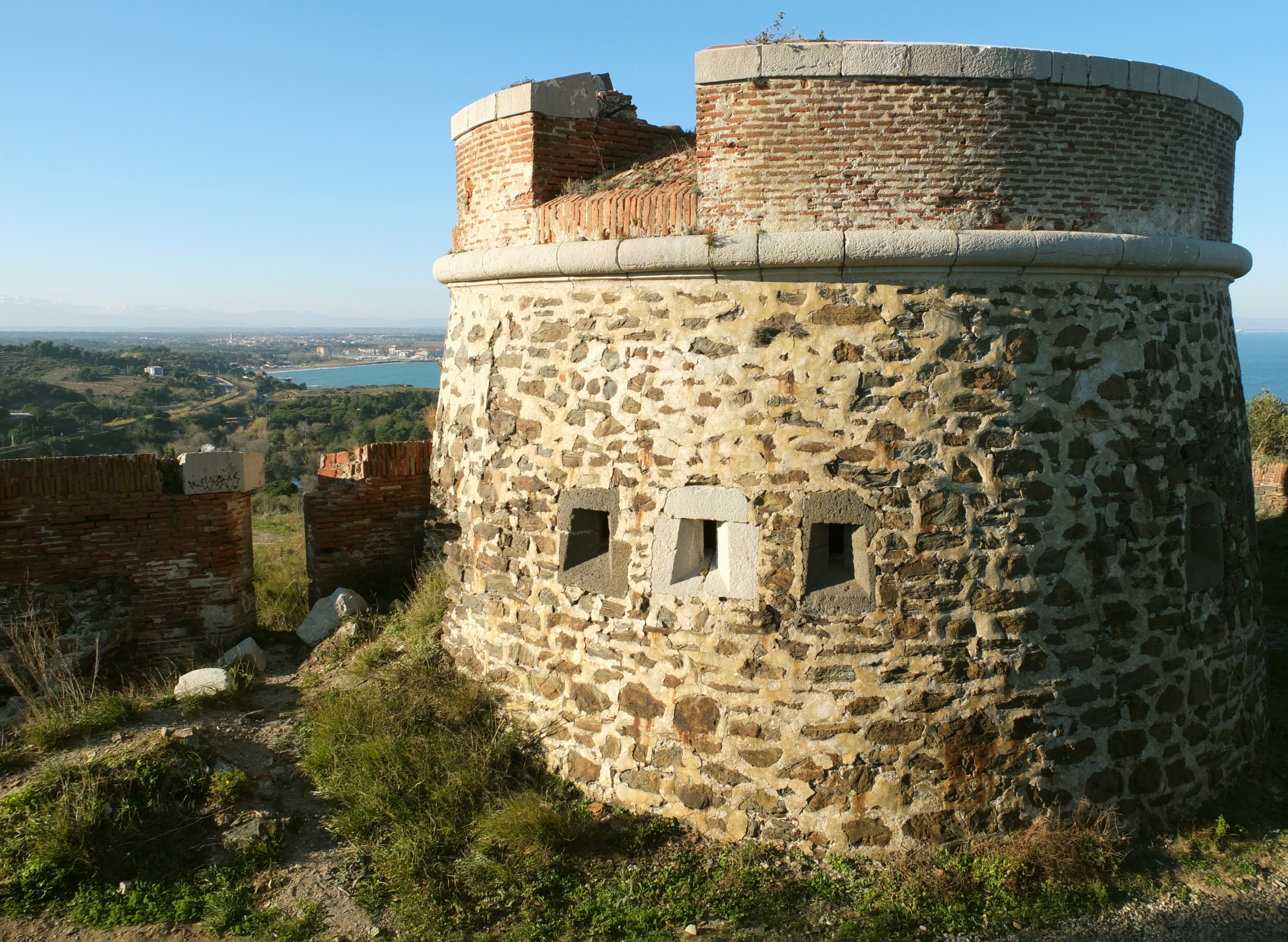
Der Tour de l'Étoile (auch Fort rond genannt) von 1725. Im Hintergrund die Bucht von Argelès.

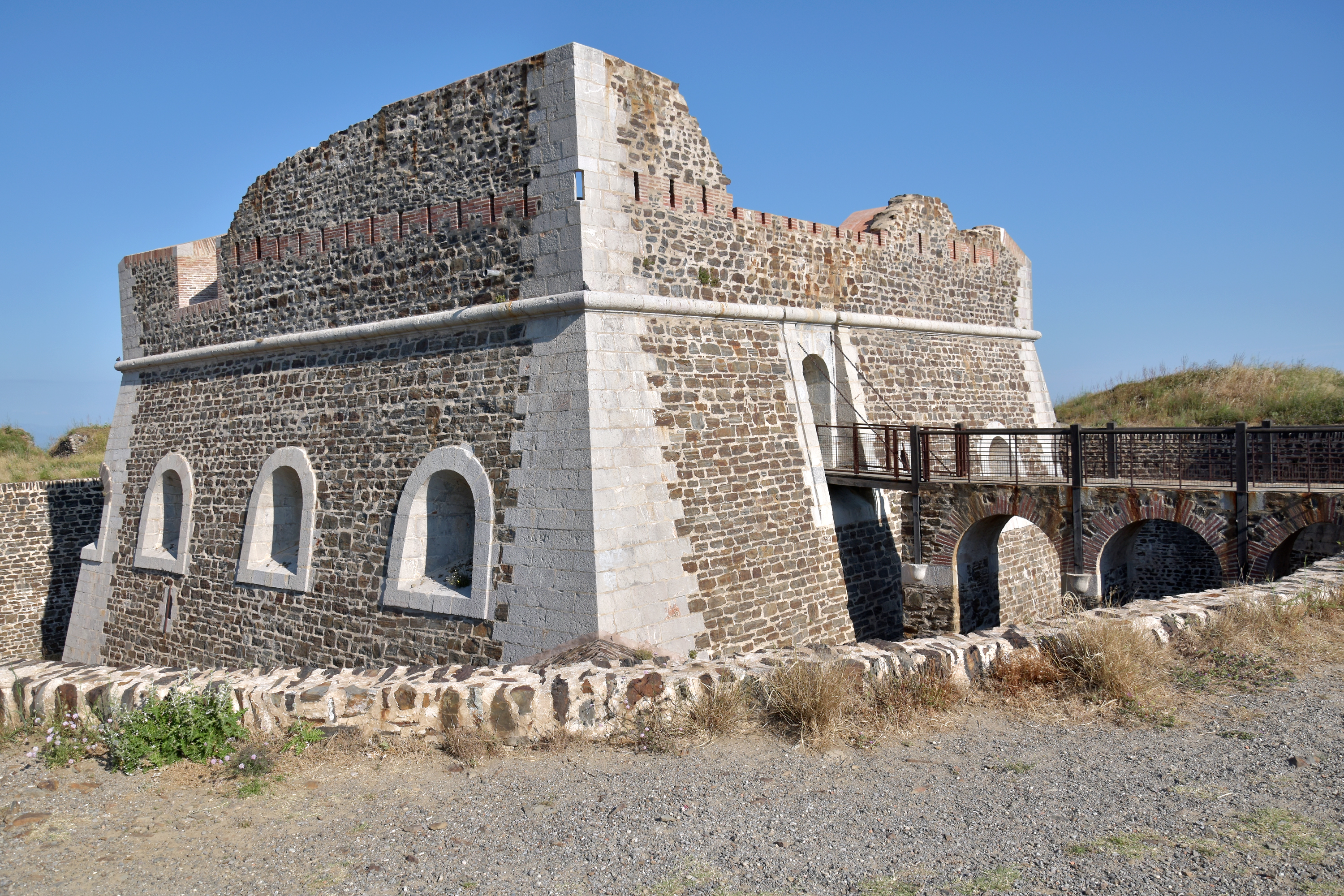
Festung Fort carré, 1725 zusammen mit dem Fort rond erbaut

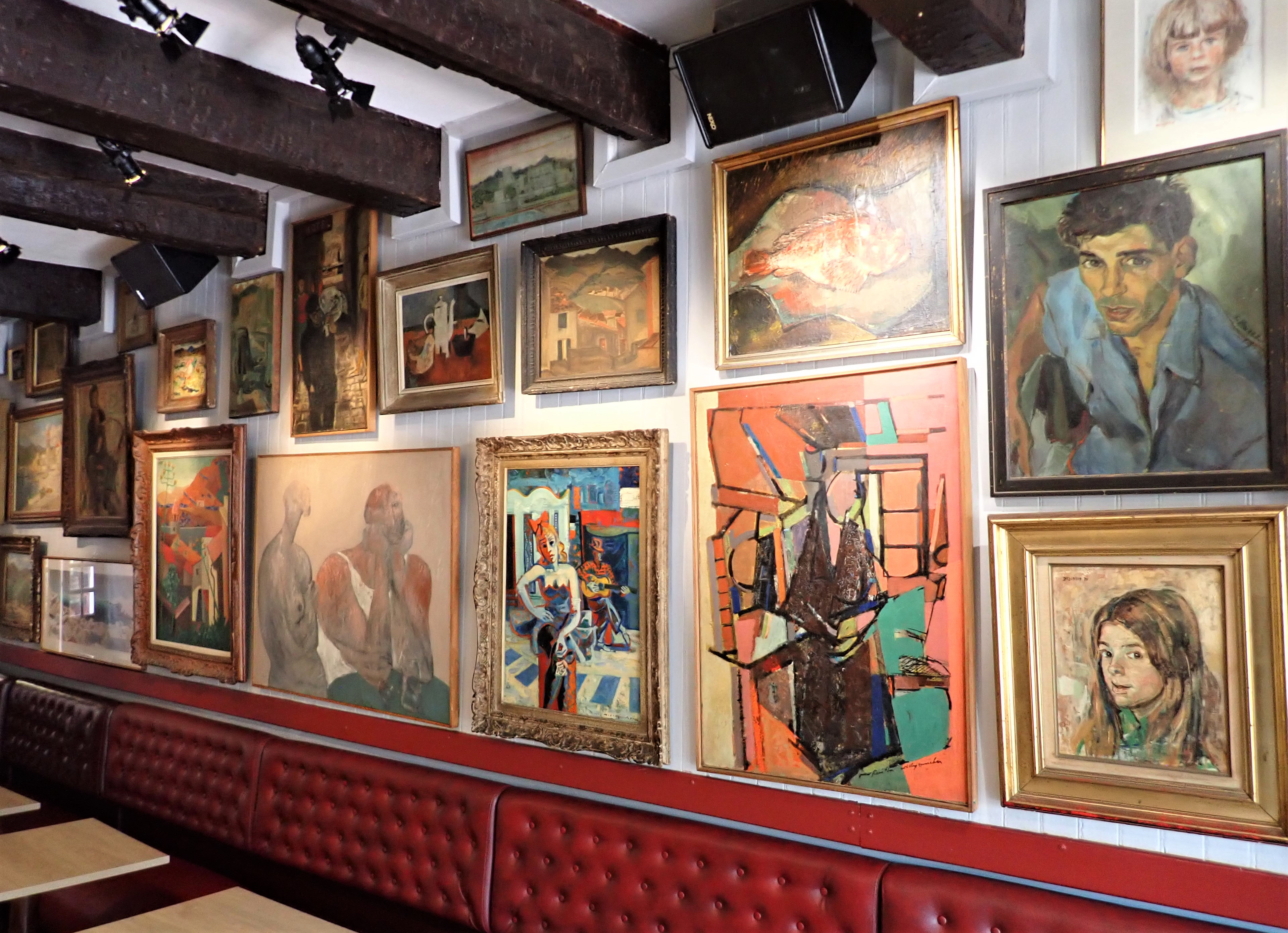
In der Brasserie Hôtel des Templiers in Collioure

- Heute erinnert der Chemin du Fauvisme in Collioure an die dortige Entstehung des Fauvismus: An 20 Stellen des Ortes sind auf einem Rundweg Reproduktionen der dort entstandenen Gemälde der Fauves angebracht.[2]
- Die schon erwähnte Wehrkirche Notre-Dames-des-Anges wurde zwischen 1684 und 1691 von Vauban anstelle der geschleiften Kirche der Oberstadt errichtet. Ihr düsteres Inneres birgt neun ungewöhnlich sehenswerte Schnitzretabel, darunter das drei Stockwerke hohe, die ganze Apsis einnehmende des Hochaltars, das vom Katalanen Joseph Sunyer 1698 geschaffen wurde. Der merkwürdige Glockenturm erinnert nicht zufällig an einen Leuchtturm, hatte er doch tatsächlich früher diese Funktion.
- Das ehemalige Inselchen Ilot St-Vincent, auf dem ein Kapellchen und ein Leuchtturm stehen, ist durch zwei kleine Strände mit der Kirche verbunden.
- Das Vieux Quartier du Mouré steigt mit seinen schmalen Gassen und Treppen vom Hafen neben der Kirche aus steil an und ist mit Blumen einladend geschmückt.
- In der Brasserie Hôtel des Templiers am Quai Amirauté befinden sich unzählige Originalkunstwerke von Künstlern, die sich in Collioure niederließen. Auch sehr berühmte Künstler wie Henri Matisse, Maurice Utrillo und Pablo Picasso kehrten in der Brasserie regelmäßig ein und hinterließen dem Wirt seinerzeit anstelle einer Bezahlung Bilder – diese Originale sind der Öffentlichkeit nicht zugänglich.
- Das Château Royal ist die schon mehrfach erwähnte, von Vauban gebaute Königsburg, die das Hafenbecken Port d’Amont vom Port d’Avall trennt. Unterirdische Gänge, Wehrgänge und der Exerzierplatz sind ebenso zu besichtigen wie das Gefängnis aus dem 16. Jahrhundert, die Kapelle aus dem 13. Jahrhundert und das Schlafzimmer der Königin.
- Die Befestigungsanlage Fort carré et tour de l'Étoile à Collioure aus dem frühen 18. Jahrhundert im Norden der Stadt.[3]

## Städtepartnerschaften
- Soria (Spanien)
- Cadaqués (Spanien), seit 2017

## Persönlichkeiten
- Benedikt XIII. (1329–1423): Gegenpapst, Aufenthalt in Collioure 1416.
- In Collioure befindet sich das Grab des spanischen Dichters Antonio Machado (1875–1939), der sich, wie viele seiner Landsleute, am Ende des Spanischen Bürgerkriegs nach Collioure flüchten konnte, wo er am 22. Februar 1939 starb und beigesetzt wurde. Auf dem Friedhof gibt es einen Briefkasten, in welchem immer noch Briefe für den Dichter eingehen.
- Der Maler Jean Peské (1870–1949) gründete in Collioure ein Museum für Moderne Kunst.[4]
- René Llense (1913–2014), französischer Fußballnationalspieler, ist in Collioure geboren.
- Patrick O’Brian (1914–2000): Schriftsteller, der in Collioure lebte und begraben wurde.
- Jacques Parizeau (1930–2015): ehemaliger Premierminister von Québec, besaß ein Weingut in der Gemeinde.